# 梅里比亚体育俱乐部
梅里比亚体育俱乐部（Deportes Melipilla）是智利足球俱乐部，位于梅利皮亚。俱乐部创建于1992年1月24日，现为智利足球乙级联赛的球队。
2004年球队夺得俱乐部历史上第一个冠军头衔，乙级联赛冠军从而首次升入甲级联赛，但是一个赛季后球队由于战绩不佳降回了乙级。在2006赛季中，俱乐部再次夺得了乙级联赛冠军取得了升入甲级联赛的资格。
2021年12月27日，因球員合約違規，球隊被驅逐出智利足球协会。

## 球队荣誉
- 智利足球乙级联赛: 2004年，2006年
- 智利足球丙级联赛: 1988年（当时叫做Sonica Bata）